# Друга страна љубави
Друга страна љубави (шп. El cuerpo del deseo) америчка је теленовела, продукцијске куће Телемундо, снимана 2005.
У Србији је емитована током 2006. и 2007. на Фокс телевизији.

## Синопсис
Ово је прича о Педру Хосеу Доносоу, веома богатом човеку који је са својих 60 година коначно постигао све што је целога живота желео, укључујућии и љубав младе и лепе Исабеле Арохо. Међутим, игром судбине, Педро изненада умире од срчаног напада у исто време када умире и један млади сељанин зван Салвадор Церинса. Не желећи помирити се са чињеницом да је све изгубио, Педро Хосе Доносо се реинкарнира у тело покојног Салвадора Церинсе.
Сада, захваљујући новој прилици коју му је живот прижио, Педро Хосе се враћа у портагу за свим што је изгунио, ни не сумњајући шта га очекује. Неочекивани повратак Педра Хосеа, претвореног у младог и актрактивног мушкарца, изазваће низ догађаја у којима ће на видело изаћи многе тајне, истине и обмане... Вратио се због љубави, али једино што га је дочекало биле су преваре...

## Улоге
| Глумац:            | Улога:              |
| ------------------ | ------------------- |
| Лорена Рохас       | Исабел Арохо        |
| Марио Симаро       | Салвадор Церинса    |
| Андрес Гарсија     | Педро Хосе Доносо   |
| Мартин Карпан      | Андрес Корона       |
| Ванеса Виљела      | Анхела Доносо       |
| Ана Силвети        | Абигаил Домингез    |
| Ерик Елијас        | Антонио Домингез    |
| Соња Ноеми         | Пилар               |
| Пабло Азар         | Симон Домингез      |
| Роберто Мол        | Валтер Франко       |
| Џенет Лер          | Гајетана Чарлије    |
| Марта Пицанес      | Ребека Мацедо       |
| Дијана Осорио      | Валерија Гузман     |
| Јадира Сантана     | Викторија           |
| Лиз Колеандро      | Нина Арохо          |
| Росалинда Родригез | Канталисија Муњетон |
| Вивиан Руиз        | Гвадалупе           |
| Едуардо Серано     | Фелипе Мадеро       |
| Аријана Колтелаци  | Консуело Гереро     |
| Сабрина Олмедо     | Матилда Серано      |
| Алсира Гил         | Доња Лилија         |
| Тања Лопез         | Инирида Фернандез   |
| Марела Мата        | Хуанита             |
| Карлос Питеља      | Поп Пароко          |